# 브릴리언스 H3
브릴리언스 H3(영어: Brilliance H3)는 브릴리언스 H330 시리즈를 대체하기 위해 브릴리언스 오토에서 2016년부터 생산 중인 소형 승용차이다.

## 개요

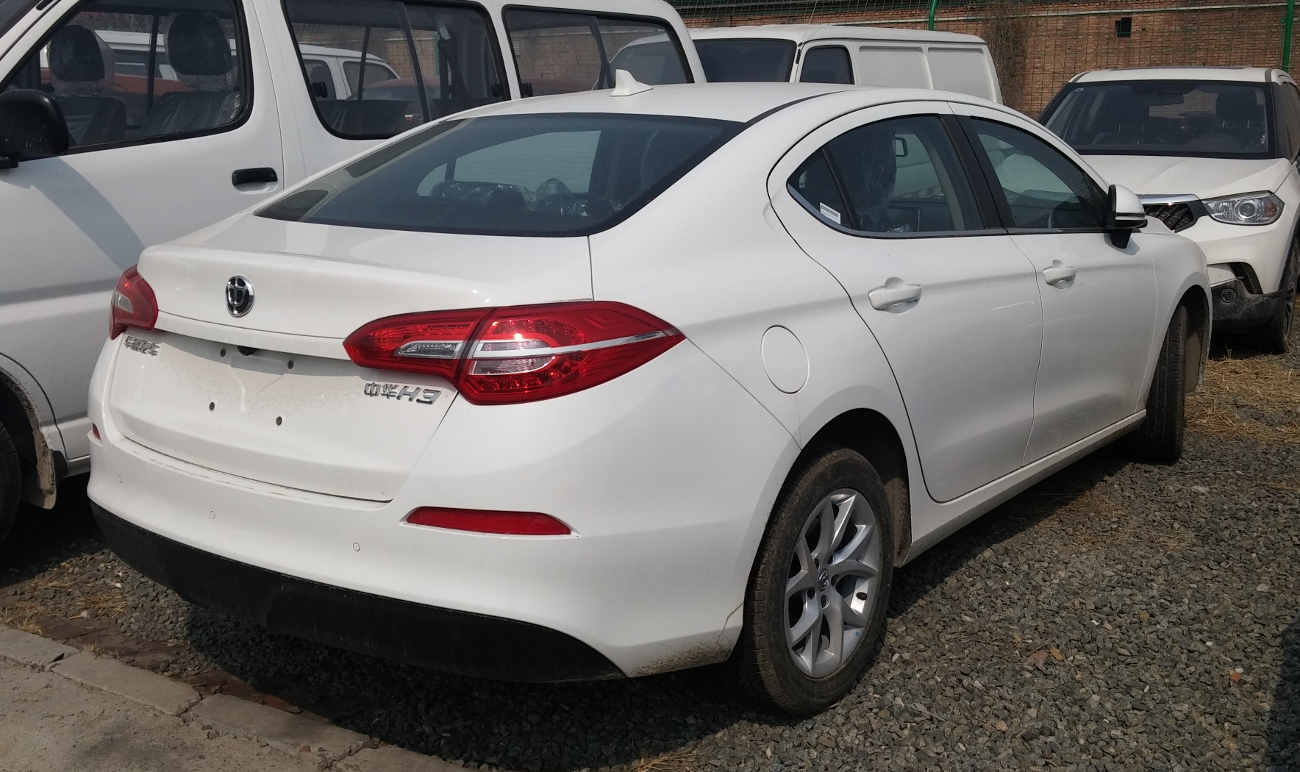
브릴리언스 H3의 후면

H3의 엔진 옵션에는 112마력을 생산하는 1.5리터 엔진과 150마력 및 220N·m을 생산하는 1.5리터 터보가 포함되어 있으며 엔진은 5단 수동 변속기 또는 5단 자동 변속기와 짝을 이루고 있다. 0-100km/h 가속은 중국의 자동차 미디어인 오토홈에서 테스트한 결과는 10.11초이다.
출고가는 63,900~88,900위안이다.